# 공대천
공대천(工大川)은 서울특별시 노원구 공릉동 불암산 남서쪽 기슭에서 발원하여 중랑천으로 합류하던 하천이다. 서울과학기술대학교 캠퍼스 내부를 지나는 부분은 복개되지 않았고, 그 밖에 도심을 지나는 구간은 복개되었다.